# Miss T World
Miss T World és un concurs de bellesa per a dones transgènere. L'esdeveniment va tenir lloc el 23 de setembre de 2017, en el Teatre Alberti, en el municipi de Desenzano del Garda, prop de la ciutat de Brescia, en la regió de Llombardia, a Itàlia.
La vencedora del certamen va ser la concursant Paula Bituschini, la representant de les Filipines, el segon lloc va ser per Sandy Lopes, la representant de Tailàndia. Alessia Cavalcanti era la representant italiana.
En el certamen van participar 16 candidates. L'esdeveniment va comptar amb la presència de Marcela Ohio, Miss International Queen 2013, Melissa Gurgel, Miss Brasil 2014, Trixie Maristela, Miss International Queen 2015, i Rafaela Manfrini, Miss Trans Star International 2016.